# Place Marc-Bloch
La place Marc-Bloch est une voie située dans le quartier de Charonne du 20e arrondissement de Paris.

## Situation et accès
La place Marc-Bloch est desservie à proximité par la ligne 9 à la station Buzenval.

## Origine du nom
La voie porte le nom de l'historien médiéviste français Marc Bloch (1886-1944), résistant français assassiné par les nazis. 

## Historique
La voie est créée, sur l'emprise des rues qui la bordent, dans le cadre de l'aménagement de la ZAC Réunion sous le nom provisoire de « voie FC/20 » et prend sa dénomination actuelle par un arrêté municipal du 25 novembre 1997. 